# Facundo Sucatzky
Facundo Luis Sucatzky (9 aprile 1972) è un ex cestista e allenatore di pallacanestro argentino.

## Carriera
Con l'Argentina ha disputato i Campionati americani del 1999 e due edizioni dei Giochi panamericani (1999, 2007).